# Raionul Slavuta, Hmelnîțkîi
Slavuta (în ucraineană Славутський район, transliterat: Slavutskîi raion) este un raion în regiunea Hmelnîțkîi, Ucraina. Reședința sa este orașul regional Slavuta, care nu aparține raionului.

## Demografie
Componența lingvistică a raionului Slavuta
     Ucraineană (98,84%)
     Rusă (1,05%)
     Alte limbi (0,07%)
Conform recensământului din 2001, majoritatea populației raionului Slavuta era vorbitoare de ucraineană (98,84%), existând în minoritate și vorbitori de rusă (1,05%).